# Eremobia obscura
Eremobia obscura är en fjärilsart som beskrevs av Barend J. Lempke 1942. Eremobia obscura ingår i släktet Eremobia och familjen nattflyn. Inga underarter finns listade i Catalogue of Life.